# アブロン語
アブロン語（Abron）はアブロン族が話す言語である。アブロン語はガーナの共通語のひとつである。話者はガーナ南西部に1,050,000人いる(2003年)。 また、コートジボワール東部のザンザン州タンダ県およびボンドークー県に131,700人いる。アブロン語は別名として、Bron、Brong、Doma、Gyamanがある。アブロン語はアカン語のひとつである。